# Sensi Seeds
Sensi Seeds, auch Sensi Seed Bank, ist ein niederländisches Unternehmen mit Sitz in Amsterdam. Es wurde 1985 gegründet. Sensi Seeds ist nach eigenen Angaben der älteste und weltgrößte kommerzielle Samenproduzent für Cannabis außerhalb des Nutzhanfmarkts.
Gegründet wurde Sensi Seeds von Ben Dronkers, der auch das Hash Marihuana & Hemp Museum gründete.